# 東立川駐屯地
座標: 北緯35度42分22秒 東経139度25分41秒 / 北緯35.70616832025886度 東経139.42791938781738度
東立川駐屯地（ひがしたちかわちゅうとんち、JGSDF Camp Higashi-Tachikawa）は、東京都立川市栄町1-2-10に所在し、地理情報隊等が駐屯する陸上自衛隊の駐屯地である。防衛装備庁・陸上自衛隊・海上自衛隊が共同使用している防衛省施設で、海上自衛隊での名称は東立川地区。

## 概要
東立川駐屯地司令は地理情報隊長が兼務している。
本駐屯地から西に約2kmの場所に立川駐屯地（立川市緑町）がある。
かつて航空自衛隊立川分屯基地が置かれていたが、航空安全管理隊は入間基地、航空中央音楽隊は府中基地へ移転し、2023年（令和5年）3月16日に立川分屯基地が廃止された。2025年（令和7年）2月に海上自衛隊東立川地区として、用賀地区から海上自衛隊東京音楽隊が移転した。これにより陸上自衛隊と海上自衛隊と防衛装備庁の航空装備研究所が所在している。今後、防衛装備庁の次世代装備研究所の移転が予定されている。

## 沿革
警察予備隊立川駐屯地
- 1951年（昭和26年）立川駐屯地が開設。　　
※武器補給処、通信補給処、衛生補給処、武器学校、第502測量中隊[9]
  - 5月10日：陸軍獣医資材本廠跡地に警察予備隊立川補給処が開設[10]。
  - 10月3日：車両整備講習所が開設[10]。
- 1952年（昭和27年）
  - 1月21日：車両整備講習所が廃止、警察予備隊総隊武器学校が新編。
  - 9月15日：総隊武器学校が土浦駐屯地に移駐。

保安隊立川駐屯地
- 1952年（昭和27年）
  - 10月15日：保安隊の武器補給しょう、通信補給しょう、衛生補給しょうが新編[10]。
  - 11月18日：保安隊業務学校第2分校が開校[11]。
- 1953年（昭和28年）3月10日：保安隊業務学校第2分校が業務学校第4部に改称。
- 1954年（昭和29年）1月20日：保安隊武器補給しょうが霞ヶ浦駐屯地へ移駐。

（旧）陸上自衛隊立川駐屯地
- 1954年（昭和29年）
  - 7月1日：陸上自衛隊へ移管[12]。
  - 9月10日：業務学校第4部が陸上自衛隊輸送学校に改編。輸送学校長が立川駐屯地司令に職務指定。
  - 9月25日：第101測量大隊が編成[11]。
  - 9月29日：第302輸送中隊が朝霞駐屯地から移駐[13]。
  - 9月30日：第303輸送中隊が朝霞駐屯地から移駐[13]。

（旧）陸上自衛隊立川駐屯地・航空自衛隊立川分屯基地
- 1957年（昭和32年）11月1日：臨時航空医学実験隊が新編。
- 1958年（昭和33年）
  - 1月10日：航空自衛隊第1補給処発足により、立川出張所が設置。
  - 3月1日：技術研究所立川試験場が開設[14]。
  - 5月23日：技術研究所立川試験場が技術研究本部第3研究所に改組[14]。
  - 6月25日：第309輸送中隊が編成完結。
  - 6月26日：陸上自衛隊通信補給処が大宮駐屯地へ移駐。
  - 7月3日：第309輸送中隊が霞目駐屯地に移駐。
  - 11月1日：航空自衛隊臨時航空医学実験隊が航空医学実験隊に改称。
  - 12月1日：航空自衛隊第1補給処立川出張所が支処に改称。立川分屯基地開設。
- 1959年（昭和34年）10月23日：航空自衛隊臨時航空音楽隊が発足。
- 1960年（昭和35年）
  - 2月17日：第101建設隊が新編[11]。同部隊は陸上自衛隊に唯一存在した鉄道部隊で、翌月には津田沼に移駐。
  - 3月15日：輸送学校が朝霞駐屯地に移駐。
- 1961年（昭和36年）2月1日：航空自衛隊臨時航空音楽隊が航空音楽隊に改称。

陸上自衛隊小平駐屯地立川分屯地・航空自衛隊立川分屯基地
- 1963年（昭和38年）3月31日：陸上自衛隊衛生補給処が用賀駐屯地に移駐し、立川駐屯地（旧立川駐屯地）が廃止、小平駐屯地に隷属する立川分屯地に降格[10]。

陸上自衛隊東立川駐屯地・航空自衛隊立川分屯基地
- 1974年（昭和49年）4月11日：立川分屯地が駐屯地に昇格し、東立川駐屯地を開設[15]。
- 1982年（昭和57年）
  - 3月16日：航空安全管理隊が新編。
  - 4月6日：航空音楽隊が航空中央音楽隊に改称。
- 1995年（平成07年）
  - 3月27日：第101測量大隊が廃止。
  - 3月28日：中央地理隊を新編。
- 2006年（平成18年）
  - 7月31日：技術研究本部第3研究所が航空装備研究所に改組。
  - 12月15日：航空医学実験隊の総務部、第3部、第4部が入間基地に移動
- 2007年（平成19年）
  - 3月27日：中央地理隊が廃止。
  - 3月28日：中央情報隊地理情報隊が新編。
- 2013年（平成25年）8月1日：航空自衛隊第1補給処の廃止に伴い、同補給処立川支処が第4補給処隷下に編成替え。
- 2014年（平成26年）10月18日：東立川駐屯地創立40周年記念行事が開催。
- 2015年（平成27年）
  - 3月26日：東部方面会計隊の改編に伴い、第307会計隊が廃止され、第431会計隊東立川連絡班が設置される。
  - 10月1日：技術研究本部航空装備研究所が防衛装備庁航空装備研究所となる。
- 2019年（平成31年）3月26日：航空自衛隊第4補給処立川支処が廃止[16]。立川分屯基地司令職を第4補給処立川支処長から航空安全管理隊司令に移管。
- 2022年（令和04年）3月14日：航空医学実験隊の第1部、第2部が入間基地へ移動[17]。
- 2023年（令和05年）1月26日：立川分屯基地閉鎖行事を開催[18]。

陸上自衛隊東立川駐屯地
- 2023年（令和05年）3月16日：立川分屯基地閉鎖[19]。航空安全管理隊が入間基地に移転、航空中央音楽隊が府中基地に移転[20]。

陸上自衛隊東立川駐屯地・海上自衛隊東立川地区
- 2025年（令和07年）2月10日：海上自衛隊東京音楽隊が用賀地区から移転[5]。

## 所在機関（防衛装備庁）

### 施設等機関
- 航空装備研究所

## 陸上自衛隊駐屯部隊

### 陸上総隊隷下部隊
- 中央情報隊
  - 地理情報隊

### 防衛大臣直轄部隊
- 警務隊
  - 東部方面警務隊
    - 第126地区警務隊
      - 東立川連絡班

### 東部方面隊隷下部隊
- 東部方面システム通信群
  - 第105基地システム通信大隊
    - 第305基地システム通信中隊
      - 東立川派遣隊
- 東部方面会計隊
  - 第431会計隊
    - 東立川連絡班
- 東立川駐屯地業務隊

## 海上自衛隊所在部隊（東立川地区）

### 防衛大臣直轄部隊
- 海上自衛隊東京音楽隊

## 共同の部隊
- 自衛隊情報保全隊
  - 東部情報保全隊
    - 東立川連絡官

## 最寄の幹線交通
- 高速道路：中央自動車道国立府中IC
- 一般道：国道20号、東京都道7号杉並あきる野線、東京都道・埼玉県道16号立川所沢線、東京都道43号立川東大和線、東京都道145号立川国分寺線、東京都道153号立川昭島線
- 鉄道：JR東日本中央線/青梅線/南武線 立川駅
- 飛行場：横田飛行場、入間基地、立川飛行場、調布飛行場（その他の飛行場）